# Allocosa millica
Allocosa millica este o specie de păianjeni din genul Allocosa, familia Lycosidae. A fost descrisă pentru prima dată de Strand, 1906. Conform Catalogue of Life specia Allocosa millica nu are subspecii cunoscute.